# OFK Belgrade
Le Omladinski Fudbalski Klub Belgrade (en serbe : Омладински Фудбалски Клуб Београд), plus couramment abrégé en OFK Belgrade, est un club serbe de football fondé en 1911 et basé à Karaburma, banlieue de la ville de Belgrade, la capitale du pays.
Le nom signifie « Club de football de la jeunesse Belgrade » en serbe. Le club fait partie de la société sportive de l'OSD Belgrade (en).

## Histoire
Le club est fondé le 11 septembre 1911 sous le nom de Beogradski Sport Klub. Entre les années 1923 et 1941, le club remporte cinq titres de champion de Yougoslavie.

En 1945, peu de temps après la fin de la Seconde Guerre mondiale, le club est renommé en Metalac Belgrade. Dans les années 50, le club change de nom à plusieurs reprises: en 1950, il est renommé BSK Belgrade, puis OSD Belgrade, avant de finalement opter pour le nom actuel, l'OFK Belgrade.

À partir des années 1950, le club se maintient dans l'élite yougoslave, mais ne parvient pas à gagner le titre de champion, barré par des clubs tels que le Partizan Belgrade ou l'Étoile rouge de Belgrade, deux autres clubs de la ville.
En 1953, le club remporte la Coupe de Yougoslavie, et ceci pour la première fois depuis 1934.
En 1962, le club participe pour la première fois à une Coupe d'Europe (Coupe des coupes, saison 1962/63).

## Bilan sportif

### Palmarès
| Compétitions nationales |
| --- |

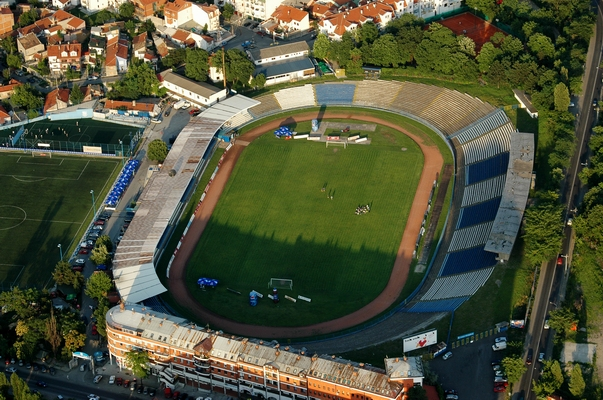
Le stade de l'OFK Belgrade

| - Championnat de Yougoslavie (5) : - Champion : 1930-31, 1932-33, 1934-35, 1935-36 et 1938-39. - Vice-Champion : 1926-27, 1928-29, 1937-38, 1939-40, 1954-55 et 1963-64. - Coupe de Yougoslavie (5) : - Vainqueur : 1933-34, 1952-53, 1954-55, 1961-62 et 1965-66. - Coupe de Serbie-et-Monténégro : - Finaliste : 2005-06. |

### Bilan par saison
| Saison    | Championnat | Championnat | Championnat | Championnat | Championnat | Championnat | Championnat | Championnat | Championnat | Championnat | Coupe de Serbie     |
| Saison    | Division    | Pos         | Pts         | J           | V           | N           | D           | BP          | BC          | Diff        | Coupe de Serbie     |
| --------- | ----------- | ----------- | ----------- | ----------- | ----------- | ----------- | ----------- | ----------- | ----------- | ----------- | ------------------- |
| 2006-2007 | 1re         | 7e          | 50          | 32          | 14          | 8           | 10          | 49          | 29          | +20         | Huitièmes de finale |
| 2007-2008 | 1re         | 9e          | 36          | 33          | 9           | 9           | 15          | 31          | 45          | -14         | Demi-finales        |
| 2008-2009 | 1re         | 11e         | 33          | 33          | 8           | 9           | 16          | 28          | 54          | -26         | Quarts de finale    |
| 2009-2010 | 1re         | 3e          | 50          | 30          | 15          | 5           | 10          | 38          | 33          | +5          | Demi-finales        |
| 2010-2011 | 1re         | 7e          | 42          | 30          | 12          | 6           | 12          | 27          | 26          | +1          | Seizièmes de finale |
| 2011-2012 | 1re         | 8e          | 40          | 30          | 12          | 4           | 14          | 34          | 36          | -2          | Quarts de finale    |
| 2012-2013 | 1re         | 6e          | 45          | 30          | 13          | 6           | 11          | 34          | 32          | +2          | Demi-finales        |
| 2013-2014 | 1re         | 11e         | 33          | 30          | 10          | 3           | 17          | 31          | 43          | -12         | Demi-finales        |
| 2014-2015 | 1re         | 8e          | 39          | 30          | 10          | 9           | 11          | 35          | 43          | -8          | Huitièmes de finale |
| 2015-2016 | 1re         | 15e         | 32          | 37          | 9           | 5           | 23          | 38          | 58          | -20         | Quarts de finale    |
| 2016-2017 | 2e          | 16e         | 18          | 30          | 3           | 9           | 18          | 25          | 53          | -28         | Seizièmes de finale |
| 2017-2018 | 3e Belgrade | 3e          | 57          | 30          | 17          | 6           | 7           | 67          | 39          | +28         | Tour préliminaire   |
| 2018-2019 | 3e Belgrade | 5e          | 46          | 30          | 14          | 4           | 12          | 55          | 35          | +20         | —                   |
| 2019-2020 | 3e Belgrade | 3e          | 29          | 17          | 8           | 5           | 4           | 17          | 13          | +4          | Huitièmes de finale |
| 2020-2021 | 3e Belgrade | 6e          | 60          | 38          | 17          | 9           | 12          | 60          | 42          | +18         | —                   |
| 2021-2022 | 3e Belgrade | 3e          | 58          | 30          | 18          | 4           | 8           | 67          | 31          | +36         | —                   |

Légende
- Troisième de la compétition.
- Promotion en division supérieure.
- Relégation en division inférieure.

### Bilan européen
Note : dans les résultats ci-dessous, le score du club est toujours donné en premier.
| Saison                                  | Compétition                    | Tour                           | Club                           | Domicile                       | Extérieur                      | Total                          |
| Représentant de la Yougoslavie          | Représentant de la Yougoslavie | Représentant de la Yougoslavie | Représentant de la Yougoslavie | Représentant de la Yougoslavie | Représentant de la Yougoslavie | Représentant de la Yougoslavie |
| --------------------------------------- | ------------------------------ | ------------------------------ | ------------------------------ | ------------------------------ | ------------------------------ | ------------------------------ |
| 1962-1963                               | Coupe des coupes               | Tour préliminaire              | Chemie Halle                   | 2 - 0                          | 3 - 3                          | 5 - 3                          |
| 1962-1963                               | Coupe des coupes               | Premier tour                   | Portadown FC                   | 5 - 1                          | 2 - 3                          | 7 - 4                          |
| 1962-1963                               | Coupe des coupes               | Quarts de finale               | SSC Naples                     | 2 - 0                          | 1 - 3                          | 3 - 3 3 - 1                    |
| 1962-1963                               | Coupe des coupes               | Demi-finales                   | Tottenham Hotspur              | 1 - 2                          | 1 - 3                          | 2 - 5                          |
| 1963-1964                               | Coupe des villes de foires     | Premier tour                   | Juventus FC                    | 2 - 1                          | 1 - 2                          | 3 - 3 0 - 1                    |
| 1964-1965                               | Coupe des villes de foires     | Premier tour                   | Athletic Bilbao                | 0 - 2                          | 2 - 2                          | 2 - 4                          |
| 1966-1967                               | Coupe des coupes               | Premier tour                   | Spartak Moscou                 | 1 - 3                          | 0 - 3                          | 1 - 6                          |
| 1968-1969                               | Coupe des villes de foires     | Premier tour                   | Rapid Bucarest                 | 6 - 1                          | 1 - 3                          | 7 - 4                          |
| 1968-1969                               | Coupe des villes de foires     | Deuxième tour                  | Bologne FC                     | 1 - 0                          | 1 - 1                          | 2 - 1                          |
| 1968-1969                               | Coupe des villes de foires     | Troisième tour                 | Göztepe SK                     | 3 - 1                          | 0 - 2                          | 3 - 3E                         |
| 1971-1972                               | Coupe UEFA                     | Premier tour                   | Djurgårdens IF                 | 4 - 1                          | 2 - 2                          | 6 - 3                          |
| 1971-1972                               | Coupe UEFA                     | Deuxième tour                  | Carl Zeiss Iéna                | 1 - 1                          | 0 - 4                          | 1 - 5                          |
| 1972-1973                               | Coupe UEFA                     | Premier tour                   | Dukla Prague                   | 3 - 1                          | 2 - 2                          | 5 - 3                          |
| 1972-1973                               | Coupe UEFA                     | Deuxième tour                  | Feyenoord Rotterdam            | 2 - 1                          | 3 - 4                          | 5E - 5                         |
| 1972-1973                               | Coupe UEFA                     | Troisième tour                 | Beroe Stara Zagora             | 0 - 0                          | 3 - 1                          | 3 - 1                          |
| 1972-1973                               | Coupe UEFA                     | Quarts de finale               | FC Twente                      | 3 - 2                          | 0 - 2                          | 3 - 4                          |
| 1973-1974                               | Coupe UEFA                     | Premier tour                   | Panathinaïkos                  | 0 - 1                          | 2 - 1                          | 2E - 2                         |
| 1973-1974                               | Coupe UEFA                     | Deuxième tour                  | Dinamo Tbilissi                | 1 - 5                          | 0 - 3                          | 1 - 8                          |
| Représentant de la Serbie-et-Monténégro |                                |                                |                                |                                |                                |                                |
| 2003                                    | Coupe Intertoto                | Premier tour                   | Narva Trans                    | 6 - 1                          | 5 - 3                          | 11 - 4                         |
| 2003                                    | Coupe Intertoto                | Deuxième tour                  | FC Slovácko                    | 3 - 3                          | 0 - 1                          | 3 - 4                          |
| 2004                                    | Coupe Intertoto                | Deuxième tour                  | Dinaburg FC                    | 3 - 1                          | 2 - 0                          | 5 - 1                          |
| 2004                                    | Coupe Intertoto                | Troisième tour                 | Tampere United                 | 1 - 0                          | 0 - 0                          | 1 - 0                          |
| 2004                                    | Coupe Intertoto                | Demi-finales                   | Atlético Madrid                | 1 - 3                          | 0 - 2                          | 1 - 5                          |
| 2005-2006                               | Coupe UEFA                     | Deuxième tour Q                | Lokomotiv Plovdiv              | 2 - 1                          | 0 - 1                          | 2 - 2E                         |
| Représentant de la Serbie               |                                |                                |                                |                                |                                |                                |
| 2006-2007                               | Coupe UEFA                     | Deuxième tour Q                | AJ Auxerre                     | 1 - 0                          | 1 - 5                          | 2 - 5                          |
| 2008                                    | Coupe Intertoto                | Deuxième tour                  | Paniónios GSS                  | 1 - 0                          | 1 - 3                          | 2 - 3                          |
| 2010-2011                               | Ligue Europa                   | Deuxième tour Q                | Torpedo Jodzina                | 2 - 2                          | 1 - 0                          | 3 - 2                          |
| 2010-2011                               | Ligue Europa                   | Troisième tour Q               | Galatasaray SK                 | 1 - 5                          | 2 - 2                          | 3 - 7                          |

1. 1 2  Match d'appui.

Légende
- Victoire ou qualification pour le tour suivant
- Match nul
- Défaite ou élimination de la compétition

## Personnalités du club

### Présidents du club
- Drakče Dimitrijević
- Zvezdan Terzić

### Entraîneurs du club
| - Toni Szabó (1923 - 1924) - Adolf Engel (1927 - 1929) - Sándor Nemes (1930), - Adolf Engel (1930 - 1931) - Nikola Simić (1931 - 1932) - Sándor Nemes (1932 - 1934) - Nikola Simić (1934) - Josef Uridil (1935) - Sándor Nemes (1935 - 1939) - István Mészáros (1939 - 1940), - Svetozar Popović (1941) - Boško Ralić (1946 - 1947) - Ljubiša Broćić (1947 - 1950) - Milovan Ćirić (1951 - 1953) - Blagoje Marjanović (1953 - 1956) - Vojin Božović (1956 - 1958) - Vojin Božović (1959 - 1960) - Đorđe Vujadinović (1960 - 1961) - Milovan Ćirić (1961 - 1963) - Mile Kos & Sava Antić (1963 - 1964) - Milovan Ćirić (1964 - 1965) - Dunja Milić (1965 - 1966) | - Dunja Milić & Miloš Milutinović (1966 - 1967) - Žarko Mihajlović (1967 - 1969) - Gojko Zec (1969 - 1970) - Božidar Drenovac (1970 - 1971) - Boris Marović (1971 - 1972) - Milutin Šoškić (1972 - 1976) - Nikola Beogradac (1976 - ?) - Velimir Đorđević - Blagomir Krivokuća - Ilija Petković (1990 - 1993) - Božidar Milenković (1996 - 1997) - Miodrag Ješić (1998 - 1999) - Zlatko Krmpotić (1999 - 2000) - Radmilo Ivančević (2000) - Zvonko Varga (2000 - 2001) - Stevica Kuzmanovski (2003 - 2004) - Dragoljub Bekvalac (2004) - Branko Babić (2004 - 2005) - Slobodan Krčmarević (2005 - 2006) - Ratko Dostanić (2006 - 2007) - Branislav Vukašinović (2007 - 2008) | - Ljupko Petrović (2008) - Mihailo Ivanović (2008 - 2009) - Simo Krunić (2009) - Dejan Đurđević (2009 - 2011) - Branko Babić (2012) - Stevica Kuzmanovski (2012) - Zoran Milinković (2012 - 2013) - Zlatko Krmpotić (2013) - Milan Milanović (2013 - 2014) - Zlatko Krmpotić (2014) - Dejan Đurđević (2014 - 2015) - Vladimir Petrović (2015) - Dragoljub Bekvalac (2015) - Slavko Matić (2016) - Ljubiša Stamenković (2016 - 2017) - Petar Divić (2017 - 2018) - Stevica Kuzmanovski (2019) - Nikola Puača (2019 - 2020) - Marko Mićović (2020) - Miodrag Anđelković (2020 - 2020) - Goran Lazarević (2022) - Stevica Kuzmanovski (2022 – ) |

### Joueurs célèbres du club
| - Rajko Mitić - Bora Milutinović - Ilija Petković - Jovan Aćimović - Mitar Mrkela - Branislav Ivanović | - Petar Radenković - Slobodan Rajković - Slobodan Santrač - Duško Tošić - Nenad Jestrović - Aleksandar Kolarov | - Josip Skoblar - Marko Baša - Branko Lazarević - Predrag Brzaković |

## Identité visuelle

Ancien logo
Ancien logo
Logo actuel